# Рунеберг, Иоганн Вильгельм
Иоганн Вильгельм Рунеберг (фин. Johan Wilhelm Runeberg; Порвоо, 8 февраля 1843 — 3 января 1918, Хельсинки) — финский врач клиницист и политический деятель, статский советник, сын знаменитого поэта Юхана Людвига Рунеберга.

## Биография
Сын Юхана Рунеберга. Иоганн Рунеберг окончил среднюю школу в родном городе Порвоо в 1860 году и получил степень бакалавра в 1863 году и магистра в 1864 году.
Как и его старший брат Вальтер Магнус Рунеберг поступил в Гельсингфорсский (ныне Хельсинкский) университет, но в отличие от брата успешно его окончил и, даже, в конце карьеры стал в нём профессором клинической медицины. Степень бакалавра в области медицины Иоганн Вильгельм Рунеберг получил в 1866 году, степень лиценциата в 1870 году и стал доктором медицины и хирургии в 1871 году.
Главный его научный труд — диссертация «Om albuminurins patogenetiska vilkor», которую он защитил в 1876 году.
С 1882 года Иоганн Вильгельм Рунеберг принимает деятельное участие на всех сеймах.